# Ewa Minge
Ewa Minge z domu Butkiewicz (ur. 23 maja 1967 w Szczecinku) – polska projektantka mody, autorka książek i osobowość medialna pochodzenia tatarskiego.

## Wykształcenie
Studiowała kulturoznawstwo i historię sztuki.

## Kariera

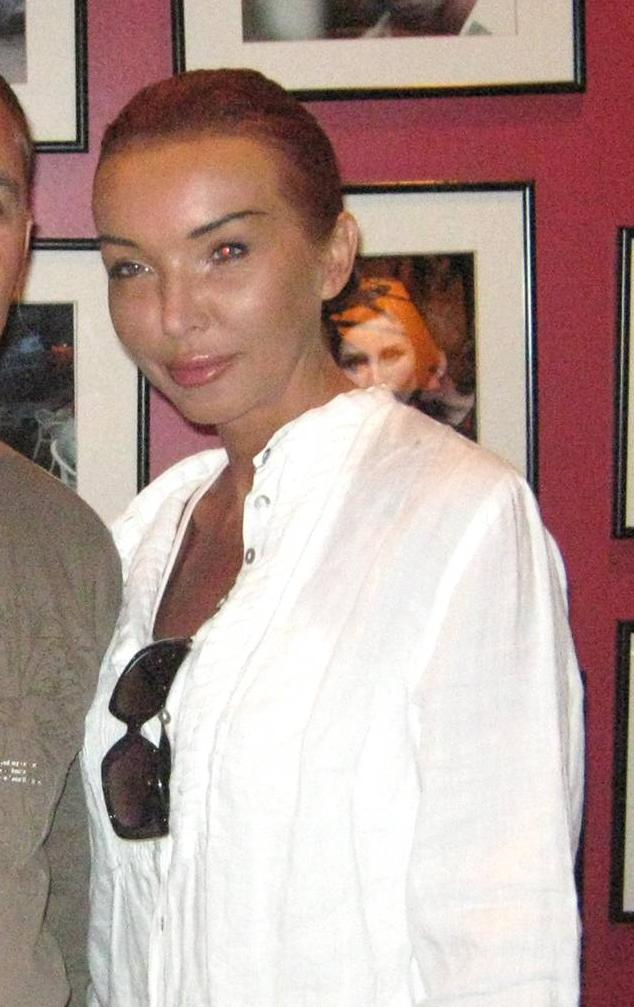
Minge (2009)

Od 1994 zajmuje się modą i luksusowym wzornictwem przemysłowym, zwłaszcza tworzeniem ubrań i akcesoriów. Jest autorką linii ubrań „Eva Minge”, która obejmuje kolekcje sportowe, biznesowe, koktajlowe i wieczorowe oraz haute couture. Od 1996 prezentuje autorskie kolekcje ubrań, które prezentowała na pokazach mody m.in. w Berlinie, Mediolanie, Moskwie, Wiedniu, Barcelonie, Madrycie, Genewie i Montrealu. W 2003 została pierwszą Polką, która została zaproszona na pokaz na Schodach Hiszpańskich w Rzymie podczas imprezy Donna sotto le Stelle. Otrzymała tytuł Next Couture od włoskiej izby mody Alta Moda Alta Roma. W 2005 za zasługi w rozwój kultury Rzymu otrzymała medal imienny z rąk Silvio Berlusconiego. W maju 2008 zaprezentowała kolekcję na Festiwalu Filmowym w Cannes. Od 2008 prezentuje swoje kolekcje w trakcie tygodnia mody w Paryżu, a od 2010 również w Nowym Jorku, gdzie zaprezentowała m.in. kolekcję „Solidarity changes the world” stworzoną w 30. rocznicę powstania Niezależnego Samorządnego Związku Zawodowego „Solidarność”.
Współpracuje z Telewizją Polską, Polsatem i TVN przy wizerunku osobowości medialnych oraz przy wielu produkcjach telewizyjnych. Współtworzyła garderobę i wizerunek Jolanty Kwaśniewskiej. W jej kreacjach prezentowały się publicznie osobowości medialne, takie jak Kelly Rowland, Cheryl Cole, Paris Hilton, La Toya Jackson, Ivana Trump czy Adriana Karembeu. Tworzy wizerunek uczestniczek konkursów Miss Polonia i Elite Model Look. Projektowała ubranka dla lalek Barbie.
Od 2009 przewodniczy firmie Creative Group. W 2012 powstała spółka „Eva Minge Design”, w której 50% udziałów posiada firma Esotiq & Henderson. Jej pracownia krawiecka znajduje się w Pszczewie.
Była jedną z jurorek w programie Polsatu Supermodelka Plus Size (2017) i Polsat Café Make me over. Wielka zmiana (2018). W 2021 prowadziła program TVP Kobieta Piękno - zgłoś się!. Wiosną 2025 została ogłoszona uczestniczką 17. edycji programu rozrywkowego Dancing with the Stars. Taniec z gwiazdami w telewizji Polsat.
W 2015 premierę miała jej książka autobiograficzna pt. „Życie to bajka”. W 2022 wydała debiutancką powieść pt. „Gra w ludzi”, która doczekała się dwóch kontynuacji – Furtka do piekła (2023) i Decydująca runda (2024). W 2024 wydała także powieść Agencja.

## Życie prywatne
Z pierwszego małżeństwa, zakończonego rozwodem, ma dwóch synów: Oskara (ur. 1991) i Gaspara (ur. 1994). Jej drugi mężem był Jerzy Woźniak, właściciel spółki MGK Fashion.
Cierpi na wrodzony niedorozwój wątroby. W 2008 zdiagnozowano u niej przewlekłą białaczkę limfocytową.
Jej pasją jest malarstwo i rzeźba; w 2021 w galerii Totuart w Warszawie zaprezentowała swoje prace na wystawie „Moje wszystkie grzechy główne”.

## Kolekcje Ewy Minge
Wnętrza

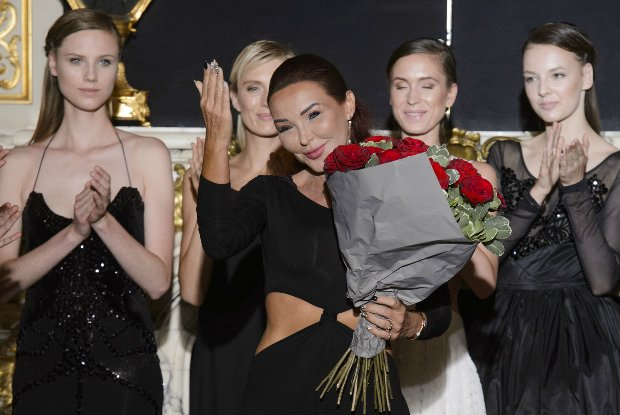
Minge na Paris Fashion Week (2015)

- Projekt wnętrz domu Villa Natura w Warszawie[24]

Biżuteria
- Kolekcja „Lemoniq by Eva Minge”[25]

Obuwie
- Kolekcja „Bartek”[25]

Wyposażenie wnętrz
- Kolekcja farb „Dekoral Fashion”[25]
- Kolekcja lamp „Falko by Eva Minge”[25]
- Kolekcja firanek „Ewa Minge Home” dla „Eurofirany”[25]
- Projekty architektoniczne dla „Villa Natura”[25]
- Kolekcja podłóg drewnianych dla „Classen”[25]
- Kolekcja umywalek i blatów dla „Marmorin”[25]
- Kolekcja zapachów do domu dla „Pachnąca szafa”[25]
- Kolekcja mebli tapicerowanych dla „Adriana”[25]
- Kolekcja sztućców dla „Hefra”[25]
- Kolekcja filiżanek dla Fabryki Porcelany „Ćmielów”

Odzież
- Kolekcja „Solidarność”

## Nagrody i wyróżnienia
- Laureatka X edycji konkursu „Srebrna Pętelka” (jesień ’96)
- Zdobywczyni czterech nagród dla polskich projektantów mody: Złotej Fastrygi, Złotego Wieszaka, Srebrnej Pętelki i statuetki „Osobowość Mody”
- Laureatka nagród zagranicznych: Moskwa (Złoty Medal na Międzynarodowych Targach Moskiewskich) we Lwowie, Montrealu, Rzymie, Berlinie i Pradze[26]